# Omak Lake
Der Omak Lake ist ein endorheischer Salzwasser-See im Greater Omak Area im Okanogan County im US-Bundesstaat Washington. Der See hat eine Oberfläche von etwa 13 Quadratkilometern in einer Höhe von 292 Metern in der Nördlichen Kaskadenkette; er wird von drei kleinen Bächen gefüllt. Mit einem Volumen von fast 870 Mio. Kubikmetern und einer maximalen Tiefe von 99 Metern ist der Omak Lake der größte Salzsee in Washington.
Der Name Omak stammt aus dem Salish für die Ortsbezeichnung [umák] bzw. dem salishen Begriff Omache – welches „gute Medizin“ oder „reichhaltig“ bedeutet.
Der Omak Lake füllt einen früheren Flusslauf des Columbia River.  Die Okanogan glaubten einst, der See sei von Geistern bewohnt und mieden die Gegend.